# Анцаги, Луиджи Оресте
Луиджи Оресте Анцаги (итал. Luigi Oreste Anzaghi; 1903—1963) — итальянский музыкант, композитор и музыкальный педагог.
Профессор Миланской консерватории. Наиболее известен дидактическими трудами, посвящёнными двум инструментам: аккордеону и гитаре. Для гитары написал «Полный метод» (итал. Metodo Completo per Chitarra) и несколько сборников упражнений, для аккордеона — «Полный практический и теоретический прогрессивный метод» (итал. Metodo Completo Teorico-Pratico Progressivo per Fisarmonica). Переложил для аккордеона сборник народных песен разных стран (в том числе «Очи чёрные»), произведения Ференца Листа, Фрица Крейслера и др. Воспитал несколько звёзд итальянской аккордеонной сцены, среди которых, в частности, Альдо Риццарди и его собственный сын Давиде Анцаги, в 14-летнем возрасте выигравший Кубок мира среди аккордеонистов.